# Senado Wegner
El Senado Wegner forma el gobierno estatal de Berlín desde el 27 de abril de 2023. En su primer mandato como alcalde gobernante, Kai Wegner lidera una coalición negro-roja de la CDU y el SPD, que se formó tras las elecciones parlamentarias de 2023.

## Composición
Unión Demócrata Cristiana de Alemania     Partido Socialdemócrata de Alemania

### Alcalde Gobernante de Berlín
| Fotografía | Primer Ministro | Período             | Período     | Partido | Partido |
| Fotografía | Primer Ministro | Inicio              | Fin         | Partido | Partido |
| ---------- | --------------- | ------------------- | ----------- | ------- | ------- |
|            | Kai Wegner      | 27 de abril de 2023 | En el cargo |         |         |

### Alcaldes de Berlín
| Fotografía | Vice primer ministro | Período             | Período     | Partido | Partido |
| Fotografía | Vice primer ministro | Inicio              | Fin         | Partido | Partido |
| ---------- | -------------------- | ------------------- | ----------- | ------- | ------- |
|            | Franziska Giffey     | 27 de abril de 2023 | En el cargo |         |         |
|            | Stefan Evers         | 27 de abril de 2023 | En el cargo |         |         |

### Senadores
| Ministerio                                                                        | Fotografía | Titular                  | Período             | Período             | Partido | Partido |
| Ministerio                                                                        | Fotografía | Titular                  | Inicio              | Fin                 | Partido | Partido |
| --------------------------------------------------------------------------------- | ---------- | ------------------------ | ------------------- | ------------------- | ------- | ------- |
| Ciencia, Salud y Cuidado                                                          |            | Ina Czyborra             | 27 de abril de 2023 | En el cargo         |         |         |
| Cultura y Cohesión Social                                                         |            | Joe Chialo               | 27 de abril de 2023 | 22 de marzo de 2025 |         |         |
| Cultura y Cohesión Social                                                         |            | Sarah Wedl-Wilson        | 22 de marzo de 2025 | En el cargo         |         |         |
| Desarrollo Urbano, Construcción y Vivienda.                                       |            | Christian Gaebler        | 27 de abril de 2023 | En el cargo         |         |         |
| Economía, Energía y Empresas                                                      |            | Franziska Giffey         | 27 de abril de 2023 | En el cargo         |         |         |
| Educación, Juventud y Familia.                                                    |            | Katharina Günther-Wünsch | 27 de abril de 2023 | En el cargo         |         |         |
| Finanzas                                                                          |            | Stefan Evers             | 27 de abril de 2023 | En el cargo         |         |         |
| Interior y Deportes                                                               |            | Iris Spranger            | 27 de abril de 2023 | En el cargo         |         |         |
| Justicia y Protección del Consumidor                                              |            | Felor Badenberg          | 27 de abril de 2023 | En el cargo         |         |         |
| Movilidad, Tráfico, Protección del Clima y Medio Ambiente                         |            | Manja Schreiner          | 27 de abril de 2023 | 23 de mayo de 2024  |         |         |
| Movilidad, Tráfico, Protección del Clima y Medio Ambiente                         |            | Ute Bonde                | 23 de mayo de 2024  | En el cargo         |         |         |
| Trabajo, Asuntos Sociales, Igualdad, Integración, Diversidad y Antidiscriminación |            | Cansel Kiziltepe         | 27 de abril de 2023 | En el cargo         |         |         |